# Tutte le donne del re
Tutte le donne del re (Henry VIII and His Six Wives) è un film del 1972 diretto da  Waris Hussein.

## Trama
Il re d'Inghilterra Enrico VIII, prima di morire, ricorda i suoi amori passati.
Dalla prima moglie Caterina d'Aragona non riesce ad avere un figlio maschio dopo la morte del piccolo erede e la lascia per la dama di corte Anna Bolena, ma non riesce a divorziare dalla prima, per l'opposizione del Papa. Sceglie dunque di autoproclamarsi capo della Chiesa d'Inghilterra, e quindi stabilisce egli stesso il divorzio e il nuovo matrimonio con Anna.
Dalla nuova moglie ha una figlia, Elisabetta, e un figlio nato morto. La donna, grazie anche alle macchinazioni di Thomas Cromwell, primo ministro del re, viene accusata di adulterio, processata e decapitata.
Si sposa con Jane Seymour, ragazza conosciuta tempo prima ad una festa; fra una rivolta dominata con la forza e il perdono dimostrato a sua figlia Maria, nasce Edoardo, ma Jane muore poco dopo. Dopo un breve matrimonio con la tedesca Anna di Clèves, conosce grazie al Duca di Norfolk sua nipote Caterina Howard, la nuova regina.
Sposata Caterina, scopre dopo poco i suoi tradimenti con Thomas Culpeper e finisce con il condannarla a morte. La sua ultima moglie sarà la vedova Caterina Parr. Terminati i ricordi delle sue donne, il re muore.